# Saint-Denis-De La Bouteillerie
Saint-Denis-De La Bouteillerie, tidigare känd som Saint-Denis-de-Kamouraska eller bara Saint-Denis, är en kommun i provinsen Québec i Kanada. Den ligger i regionen Bas-Saint-Laurent, i den östra delen av landet, 500 km nordost om huvudstaden Ottawa.